# Relazioni bilaterali tra Italia e Corea del Nord
Le relazioni bilaterali tra Italia e Corea del Nord (in coreano: 이탈리아-조선민주주의인민공화국 관계?; Itallia-joseonminjujuuiinmingonghwagug gwangye) fanno riferimento ai rapporti diplomatici ed economici tra l'Italia e la Corea del Nord

## Storia
Per molto tempo la Corea del Nord fu considerata come isolazionista e "politicamente solitaria".
Ciò cambiò nel gennaio del 2000 quando l'Italia annunciò l'apertura ufficiale di relazioni diplomatiche con lo stato asiatico grazie all'allora ministro degli esteri, Lamberto Dini, il quale decise di riaprire i colloqui con i paesi che erano stati isolati diplomaticamente da Washington e dagli altri membri del G7. 
In quegli anni la Farnesina si occupò di ristabilire relazioni con la Libia di Gheddafi, con l'Iran e, soprattutto, con la summenzionata Repubblica Popolare Democratica di Kim Jong-il; l'Italia è stato il primo Paese del G7 a stabilire relazioni diplomatiche con Pyongyang.
Il 1º ottobre 2017, in seguito alle tensioni causate dai test nucleari della Corea del Nord, l'Italia ha deciso di espellere l'ambasciatore nordcoreano da Roma.